# Bradysia macclurei
Bradysia macclurei är en tvåvingeart som först beskrevs av Shaw 1941.  Bradysia macclurei ingår i släktet Bradysia och familjen sorgmyggor.
Artens utbredningsområde är Manitoba. Inga underarter finns listade i Catalogue of Life.